# Madden NFL 2003
Madden NFL 2003 est un jeu vidéo de sport (football américain) sorti en 2002 sur PlayStation, PlayStation 2, Xbox, GameCube, Game Boy Advance et PC (Windows).
Le jeu fait partie de la série Madden NFL.

## Accueil
- Jeux vidéo Magazine : 17/20 (XB)[1]
- Jeuxvideo.com : 17/20 (PS2/XB/GC)[2] - 16/20 (PC)[3]